# Cristatavultus
Cristatavultus es un género de foraminífero bentónico de la subfamilia Notorotaliinae, de la familia Elphidiidae, de la superfamilia Rotalioidea, del suborden Rotaliina y del orden Rotaliida. Su especie tipo es Elphidium pacificum. Su rango cronoestratigráfico abarca el Holoceno.

## Discusión
Clasificaciones más modernas incluyen Cristatavultus en la Familia Notorotaliidae.

## Clasificación
Cristatavultus incluye a las siguientes especies:
- Cristatavultus milletti
- Cristatavultus pacificus